# Китман, Джон
Джон Энтони Китман (англ. John A. Quitman, 1 сентября 1798 — 17 июля 1858 ) — американский политик, и военный, участник мексиканской войны, в ходе которой его отряд первым вошёл в столицу Мексики. Дважды губернатор штата Миссисипи.

## Ранние годы
Китман родился в 1798 году в Райнбеке, штат Нью-Йорк, в семье Фредерика Генри Китмана (1760 – 1832) и Мэри Майер. Его отец родился в Вестфалии, был священником на Кюрасао и переехал в Нью-Йорк в 1795 году.
Джон Китман учился в Хартвигской семинарии, которую окончил в 1816 году. Он занялся юридической практикой и получил лицензию адвоката в 1820 году. Он переехал в город Чилликот в Огайо, а в 1821 году переехал в Натчез в Миссисипи. Здесь в 1824 году он женился на Элизе Тёрнер (1810 – 1859).
В 1826 году он приобрёл усадьбу Монмут, которая стала собственностью его семьи на последующие 100 лет. В том же 1826 году он был избран в палату представителей штата Миссисипи. В 1828 году он стал канцлером штата, а в 1835 году служил в Конституционном Собрании штата. В 1835 году он был избран в Сенат штата, а в 1836 стал председателем Сената. В эти же годы (1835 - 1835) он был действующий губернатором штата Миссисипи.
С 1826 по 1838 год Китман был гранд-мастером Миссисипской масонской ложи, и повторно с 1840 по 1845 годы.

## Мексиканская война
В 1846 году началась Мексиканская война. 1 июля Китман получил звание бригадного генерала и был направлен в армию Закари Тейлора в Северную Мексику. Когда 20 августа Тейлор свёл добровольческие полки в бригады и дивизии, Китману была поручена 2-я бригада в дивизии Уильяма Батлера, которая состояла из двух полков: 1-го Теннесийского полка полковника Уильяма Кэмпбелла и Миссисипского Винтовочного полка под командованием полковника Джефферсона Дэвиса. Китман командовал этой бригадой в сентябре 1846 года во время сражения при Монтеррей. Когда Уинфилд Скотт начал собирать армию для своей Мексиканской кампании, Китмана перевели в распоряжение Скотта. Он был отправлен в Центральную Мексику и участвовал в осаде Варакруса. 14 апреля 1847 года Китман получил звание генерал-майора. После Веракруса Скотт разбил мексиканскую армию при Серро-Гордо и занял Халапу. В это время стали подходить к концу сроки службы некоторых полков, и они были отправлены обратно в Штаты, и вместе с ними был отправлен генерал-майор Роберт Паттерсон. Китман занял его место, принял командование 4-й дивизией армии Скотта. Она состояла из двух бригад: 
- Бригада Джеймса Шилдса
  - 2-й Нью-Йоркский добровольческий полк
  - Palmetto Regiment, полковник Пирс Батлер
- Бригада Уотсона
  - Часть 2-го Пенсильванского добровольческого полка
  - Подразделение морских пехотинцев

### Штурм Мехико
Во время штурма замка Чапультепек американские генералы имели право действовать по своему усмотрению, поэтому после взятия замка Китман решил воспользоваться успехом и продолжить наступление. Изучив направление на ворота Белен, он увидел широкую дорогу, по центру которой проходил каменный акведук высотой около 5 м. Китман взял все полки Пиллоу, кроме 15-го пехотного, и двинул их вперёд по дороге с полком конных стрелков в авангарде. Через 2 км дорогу им преградил земляной редан с двумя орудиями. Полк конных стрелков, прячась за арки акведука, подошёл к редану и взял его штурмом, после чего продолжил марш к воротам Белен (у этого редана был ранен первый лейтенант Фицджон Портер). Физически этих ворот не существовало, имелся ров с земляным валом по одну сторону дороги и зигзагообразный редут с другой стороны. Примерно в 300 м к северу от дороги находилось укрепление с каменными стенами и рвами, известная как Цитадель.

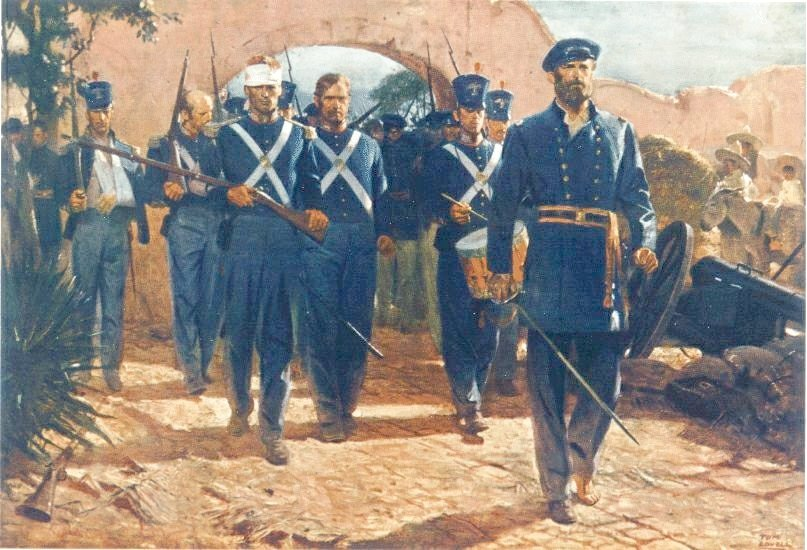
Китман с отрядом морских пехотинцев входит в Мехико (рисунок 1944 года)

Отряд Китмана попал под сильный обстрел, но американцы развернули две гаубицы, и защитники ворот отступили. «Ровно в 13:20 высокий стройный человек с короткими, жёсткими, сероватыми волосами стоял на парапете, курил сигару и размахивал красным шарфом, привязанным к винтовке. Это был Китман, хладнокровный, но ликующий; и через мгновение над воротами города развевалось знамя полка Пальметто и зелёное знамя Полка конных стрелков, с его сверкающим золотым орлом». Однако вскоре Санта-Анна подтянул дополнительные силы и заставил Китмана занять оборонительнуюпозицию у ворот. Мексиканцы атаковали ворота несколько раз подряд, а у отряда Китмана уже заканчивались боеприпасы. Вечером Санта-Анна собрал военный совет, обсудил ситуацию, где решил не рисковать армией и городом. В час ночи его войска отступили в Гуадалупе-Идальго. На рассвете к позициям Китмана пришёл парламентёр с белым флагом. Китман вошёл в город с бригадой Смита, вышел к центральной площади, где построил бригаду, а в 7:00 американский флаг был поднят над Национальным дворцом. В то же время Скотт присоединился к дивизии Уорта на площади Аламеда и оттуда выехал на центральную площадь со всем штабом и драгунами Харни. Он проследовал ко дворцу и на его крыльце назначил Китмана губернатором города.